# Маленький хор Василія Великого
Малéнький хор Васи́лія Вели́кого — камерний акапельний ансамбль при київському храмі святого Василія Великого.
У складі люди з вищою музичною освітою та без музичної освіти. Переважна чисельність — близько десяти. Засновниця — Ярина Чепіга.

## Історія
Утворений у жовтні 2011 року. Першу Літургію заспівали 19 грудня 2011 року. Ця дата і вважається річницею колективу.
З першої весни була започаткована традиція хору влаштовувати щорічні святкові виступи до Дня матері. До 2015 року виступав під назвою «Захід». За час існування через колектив пройшло понад чотири десятка осіб.
У жовтні 2012 року взяли участь у Міжнародні концерти церковної музики у м. Гіжицько.
У січні 2012 року хор взяв участь у виставі на музику Ярини Чепіги «Різдвяна казка», режисер-постановник — Ірма Вітовська, а супроводжував виставу оркестровий ансамбль «Contra nempero», керівником якого був колишній диригент оркестру Lords of the Sound [Архівовано 30 жовтня 2016 у Wayback Machine.] Віталій Фізер.
У січні 2014, на Різдво, вперше відвідали Мелітополь, і з того часу щорічно, кілька разів на рік….
Весною 2014 року хористи співали учасникам АТО в палатах Головного військового клінічного госпіталю та шпиталю ветеранів війни в Пущі Водиці.
18 грудня 2016 року представили свій перший CD — «Місто меду». В 9 треках об'єднані 11 колядок, сумарною тривалістю звучання 22 хвилини 26 секунд.
22 жовтня 2017 року в переповненому київському Будинку актора дали годинний сольний «САМЕ ТОЙ КОНЦЕРТ». Третій блок концерту відбувся спільно з друзями-музикантами — християнським рок-гуртом «МетаНоя», а також композиції у супроводі бандури, скрипок, кларнета, флейти, контрабаса та перкусії.
У травні 2018 року взяли участь у Міжнародному фестивалі церковної музики [Архівовано 22 грудня 2019 у Wayback Machine.] у м. Бялостоку (Польща).
В жовтні 2018 року гастролювали Польщею, взяли участь у духовному фестивалі Міжнародні концерти церковної музики [Архівовано 3 лютого 2021 у Wayback Machine.] з оркестровим ансамблем «DreamOrchestra».
Крім України, гастролювали Польщею, Словаччиною, Чехією.
В даний час[коли?] працюють над випуском альбому духовної музики у власній сучасній інтерпретації.

## Репертуар
Ціль МХВВ на початку створення полягала у вивченні Літургії та спів церковних пісень. Пізніше, колектив вийшов за межі духовного жанру, опановуючи українські народні, фольклорні пісні, обробки сучасних українських за зарубіжних композиторів. В кінцевому результаті, їхня ціль зараз спрямована на переосмислення духовної музики, як у церкві, так і поза нею
Духовна музика, до прикладу:
- хорові й адаптовані для хору твори — як «По святій горі» Марії Чабан та «Hallelujah» Леонарда Коена;
- давні релігійні піснеспіви та молитви на зразок православного гімну «Радуйся, невісто неневісная»;
- Божественна Літургія в творах різних авторів, давніх і сучасних — сучасної композиторки Марії Чабан, члена Національної спілки композиторів України, учасниці колективу: «Святий Боже», «Милість миру», «Будь ім'я Господнє благословенне»; а також диригента хору Ярини Чепіги: «Отця, і Сина, і Святого Духа», «Ми виділи світло істинне», «Нехай сповняться уста наші».
- пісні Тезе багатьма європейськими мовами, до прикладу — гімн Світового дня молоді «Блаженні милосердні»;
- церемонії хрестин і шлюбу.

Колядки, щедрівки й інші обрядові пісні українського народу, до прикладу:
- гуцульська колядка «Устань ґаздочку»;
- американська різдвяна пісня «Somewhere in my memory» з кінофільму «Сам удома»;
- «Народився Бог на санях» авторства Богдан-Ігор Антонич;
- «Little Drummer Boy» з репертуару «Pentatonix», у власному перекладі на українську мову;
- французька різдвяна пісня (1862 р.) «Пісня ангелів луна».

Народні пісні в сучасних обробках, до прикладу:
- «Ой там на горі», з мультфільму «Жив був пес»;
- «Ой чий то кінь стоїть» у сучасному аранжуванні О. Токар;
- «Коломийки» в обробці В. Черленюка.

Авторські переспіви відомих пісень, до прикладу:
- «Веселі часи» та «Дзвони» гурту Океан Ельзи;
- «Знак оклику» гурту С.К.А.Й. у власній розкладці на голоси;
- переклади для хору інструментальної класики — «Sing sing sing» Бенні Ґудмена;
- «Perfect» Ed Sheeran;
- «Старенький трамвай» та «Берег ріки» з репертуару «Пікардійської терції»;
- «Україно!» П. Петриненка.

## Діяльність
Регулярно по неділях о 13 годині хор співає Службу Божу в церкві на Вознесенському узвозі.
Хористи приятелюють зі студентами та викладачами Трьохсвятительської семінарії в Княжичах поблизу Києва. Концертували спільно з семінарійним рок-гуртом «МетаНоя».
Учасники хору з року в рік озвучують київську Хресну дорогу.[відсутнє в джерелі]
Мають добрі стосунки із духовенством Мелітополя, відвідують тамтешню парафію Різдва Пресвятої Богородиці УГКЦ. Станом на 2017 рік хористи побували в цьому місті 6 разів. Ходили з колядою, виступали в Будинку культури, відвідували з колядою міські школи, довколишні військові частини, виховну колонію та греко-католицькі громади в Херсонській і Запорізькій областях. Часті учасники літньої дводенної прощі Мелітополь — Снігурівка. Саме там познайомились із Владиславом Ігнатюком, — семінаристом і засновником гурту «МетаНоя».